# Spondias purpurea
Spondias purpurea L., 1762 è una pianta fruttifera appartenente alla famiglia delle Anacardiacee. Il frutto per cui è coltivata prende il nome di giocote, dallo spagnolo jocote, che a sua volta deriva dalla parola in idioma Nahuatl: xocotl, che significa semplicemente frutto.
Altri nomi diffusi nei luoghi dove viene coltivato sono  Mombin rojo, Hog Plum, e Sineguela. Insieme ad altri frutti del genere Spondias, come il cagià, l'umbu e l'ambarella, appartiene al gruppo che riceve il nome comune di mombini.

## Descrizione
L'albero è di media taglia e può raggiungere i 25 m. Come altre Anacardiacee ha un portamento espanso. Il suo legno è però fragile. Le foglie sono decidue nella breve stagione secca, ma appena cadute si sviluppano le nuove; esse sono pinnate e misurano 3–5 cm in lunghezza e 1,5–2 cm in larghezza. I fiori sono piccoli, color rosso-porpora.
Il frutto è una drupa che contiene un grosso seme avvolto da un breve strato di polpa succosa, agrodolce e aromatica, di colore giallo chiaro, mentre la scorza diventa rossa a maturazione; esiste anche una varietà gialla, che a volte viene confusa col cagià, il frutto di Spondias mombin.

## Distribuzione e habitat
La specie ha un areale che si estende dal Messico, attraverso l'America centrale, sino alla Colombia
Viene attualmente venduto nei mercati dei Paesi che si affacciano sui Caraibi, anche se è stato introdotto in altre aree come le Filippine e la Nigeria, dove è conosciuto ma non ha raggiunto la stessa popolarità.
Il giocote è un fruttifero tropicale di bassa e medio-bassa altitudine, che in America centrale non supera i 1700 m. Per questo non sopporta il subtropico ovunque geli: piante adulte muoiono già per poche ore a 0 °C. Non ha mai avuto successo in Florida, e pochi esemplari si trovano solo all'estremo Sud della penisola.

## Varietà
Sono state selezionate numerose cultivar per migliorare le qualità gustative del frutto.